# كأس العالم للأندية 2023
كأس العالم للأندية 2023 هي النسخة العشرون من كأس العالم للأندية، وهي بطولة أندية كرة القدم دولية ينظمها الاتحاد الدولي لكرة القدم (الفيفا)، بالإضافة إلى بطل الدوري للدولة المضيفة. ستقام البطولة ما بين 12 و 22 ديسمبر 2023 في المملكه العربية السعودية. وستكون آخر نسخة مكونة من سبعة فرق قبل التوسيع إلى 32 فريقًا في 2025.
ريال مدريد الإسباني هو حامل اللقب، لكنه لم يكن قادرًا على الدفاع عن لقبه بعد إقصائه من الدور نصف النهائي من دوري أبطال أوروبا 2022–23 أمام الفائز مانشستر سيتي الإنجليزي، والذي بدوره توج بلقب هذه البطولة بعد فوزه في المباراة النهائية على فلومينينسي البرازيلي بنتيجة 4 - 0.

## اختيار المستضيف
على الرغم من التخطيط الموسع لكأس العالم للأندية كل أربع سنوات في عام 2025، أكدت الفيفا في 13 فبراير 2023 أن بطولة 2023 ستقام. في فبراير 2023 ذكرت صحيفة أول إي سبورت أن المملكة العربية السعودية كانت مهتمة باستضافة بطولتي كأس العالم للأندية 2023 و 2024. في 14 فبراير أكد مجلس الفيفا أن المملكة العربية السعودية هي البلد المستضيف لنسخة 2023.

## الفرق المتأهلة
| الفريق                 | الاتحاد القاري                      | طريقة التأهل                       | تاريخ التأهل          | المشاركة                                                                         |
| الدخول في نصف النهائي  | الدخول في نصف النهائي               | الدخول في نصف النهائي              | الدخول في نصف النهائي | الدخول في نصف النهائي                                                            |
| ---------------------- | ----------------------------------- | ---------------------------------- | --------------------- | -------------------------------------------------------------------------------- |
| فلومينينسي             | كونميبول                            | بطل كوبا ليبرتادوريس 2023          | 4 نوفمبر 2023         | الأولى                                                                           |
| مانشستر سيتي           | الاتحاد الأوروبي لكرة القدم         | بطل دوري أبطال أوروبا 2022–23      | 10 يونيو 2023         | الأولى                                                                           |
| الدخول في الدور الثاني |                                     |                                    |                       |                                                                                  |
| أوراوا رد دايموندز     | الاتحاد الآسيوي لكرة القدم          | بطل دوري أبطال آسيا 2022           | 26 فبراير 2023        | الثالثة (السابق: 2007، 2017)                                                     |
| الأهلي                 | الاتحاد الإفريقي لكرة القدم         | بطل دوري أبطال إفريقيا 2022–23     | 11 يونيو 2023         | التاسعة (السابق: 2005، 2006، 2008، 2012، 2013، 2020، 2021، 2022)                 |
| كلوب ليون              | كونكاكاف                            | بطل دوري أبطال الكونكاكاف 2023     | 4 يونيو 2023          | 1                                                                                |
| الدخول في الدور الأول  |                                     |                                    |                       |                                                                                  |
| أوكلاند سيتي           | اتحاد أوقيانوسيا لكرة القدم         | بطل دوري أبطال أوقيانوسيا 2023     | 27 مايو 2023          | الحادية عشر (السابق: 2006، 2009، 2011، 2012، 2013، 2014، 2015، 2016، 2017، 2022) |
| الاتحاد                | الاتحاد الآسيوي لكرة القدم (المضيف) | بطل دوري المحترفين السعودي 2022–23 | 27 مايو 2023          | الثانية (السابق: 2005)                                                           |

## الأماكن
في 26 يونيو 2023 ، أكد الاتحاد الدولي لكرة القدم والاتحاد السعودي لكرة القدم أن جميع مباريات البطولة ستقام في مدينة جدة في ملعبين.
| جدةكأس العالم للأندية 2023 (المملكة العربية السعودية) | جدة                           | جدة                                   |
| ----------------------------------------------------- | ----------------------------- | ------------------------------------- |
| جدةكأس العالم للأندية 2023 (المملكة العربية السعودية) | مدينة الملك عبد الله الرياضية | مدينة الأمير عبد الله الفيصل الرياضية |
| جدةكأس العالم للأندية 2023 (المملكة العربية السعودية) | السعة: 62,345                 | السعة: 27,000                         |
| جدةكأس العالم للأندية 2023 (المملكة العربية السعودية) |                               |                                       |

## حكام البطولة
في 3 نوفمبر 2023، أعلن الفيفا أنه تم تعيين خمسة حكام وعشرة حكام مساعدون وثمانية حكام الفيديو المساعدين للبطولة.
| الاتحاد  | الحكام                                      | الحكام المساعدون                                                  | حكام الفيديو المساعدون                                                                       |
| -------- | ------------------------------------------- | ----------------------------------------------------------------- | -------------------------------------------------------------------------------------------- |
| آسيا     | محمد الهويش (السعودية)                      | - خلف الشمري (السعودية) - ياسر السلطان (السعودية)                 | خميس المري (قطر)                                                                             |
| إفريقيا  | جان جاك ندالا (جمهورية الكونغو الديمقراطية) | - إلفيس نوبو (الكاميرون) - أرسينيو مارينغول (موزمبيق)             | عادل زورك (المغرب)                                                                           |
| كونكاكاف | توري بينسو (الولايات المتحدة)               | - بروك مايو (الولايات المتحدة) - كاثرين نيسبيت (الولايات المتحدة) | تاتيانا غوزمان (نيكاراغوا)                                                                   |
| كونميبول | خيسوس فالنزويلا (فنزويلا)                   | - خورخي أوريغو (فنزويلا) - توليو مورينو (فنزويلا)                 | - خوان سوتو (فنزويلا) - خوان لارا (تشيلي)                                                    |
| أوروبا   | شيمون مارتشينياك (بولندا)                   | - توماس ليستكيفيتش (بولندا) - آدم كوبسيك (بولندا)                 | - توماس كوياتكوفسكي (بولندا) - أليخاندرو هرنانديز هرنانديز (إسبانيا) - إيفان بيبيك (كرواتيا) |

كما تم إختيار حكم دعم واحد للبطولة.
| الاتحاد    | حكم الدعم                        |
| ---------- | -------------------------------- |
| أوقيانوسيا | كامبل كيرك كاوانا وو (نيوزيلندا) |

## المباريات
|  | الدور الأول                      | الدور الأول  |                                          |                    | الدور الثاني                     | الدور الثاني                     |  |  | نصف النهائي | نصف النهائي |  |  | النهائي                                  | النهائي |
|  | 12 ديسمبر – جدة (الملك عبد الله) |              |                                          |                    |                                  |                                  |  |  |             |             |  |  |                                          |         |
|  | الاتحاد                          | 3            |                                          |                    | 15 ديسمبر – جدة (الملك عبد الله) | 15 ديسمبر – جدة (الملك عبد الله) |  |  |             |             |  |  |                                          |         |
|  | الاتحاد                          | 3            |                                          |                    | 15 ديسمبر – جدة (الملك عبد الله) | 15 ديسمبر – جدة (الملك عبد الله) |  |  |             |             |  |  |                                          |         |
|  | أوكلاند سيتي                     | 0            |                                          |                    | الأهلي                           | 3                                |  |  |             |             |  |  |                                          |         |
|  | أوكلاند سيتي                     | 0            | 18 ديسمبر – جدة (الملك عبد الله)         |                    | الأهلي                           | 3                                |  |  |             |             |  |  |                                          |         |
|  |                                  |              |                                          |                    | الاتحاد                          | 1                                |  |  |             |             |  |  |                                          |         |
|  | الأهلي                           | 0            |                                          |                    | الاتحاد                          | 1                                |  |  |             |             |  |  |                                          |         |
|  | الأهلي                           | 0            |                                          |                    |                                  |                                  |  |  |             |             |  |  |                                          |         |
|  |                                  |              | فلومينينسي                               | 2                  |                                  |                                  |  |  |             |             |  |  |                                          |         |
|  |                                  |              | فلومينينسي                               | 2                  |                                  |                                  |  |  |             |             |  |  |                                          |         |
|  |                                  |              | 22 ديسمبر – جدة (الملك عبد الله)         |                    |                                  |                                  |  |  |             |             |  |  |                                          |         |
|  |                                  |              |                                          |                    |                                  |                                  |  |  |             |             |  |  |                                          |         |
|  | فلومينينسي                       | 0            |                                          |                    |                                  |                                  |  |  |             |             |  |  |                                          |         |
|  | فلومينينسي                       | 0            | 15 ديسمبر – جدة (الأمير عبد الله الفيصل) |                    |                                  |                                  |  |  |             |             |  |  |                                          |         |
|  |                                  | مانشستر سيتي | 4                                        |                    |                                  |                                  |  |  |             |             |  |  |                                          |         |
|  |                                  |              | 4                                        | أوراوا رد دايموندز | 1                                |                                  |  |  |             |             |  |  |                                          |         |
|  | 19 ديسمبر – جدة (الملك عبد الله) |              |                                          | أوراوا رد دايموندز | 1                                |                                  |  |  |             |             |  |  |                                          |         |
|  |                                  | كلوب ليون    | 0                                        |                    |                                  |                                  |  |  |             |             |  |  |                                          |         |
|  | أوراوا رد دايموندز               | كلوب ليون    | 0                                        | 0                  |                                  |                                  |  |  |             |             |  |  |                                          |         |
|  | أوراوا رد دايموندز               |              | المركز الثالث                            | 0                  |                                  |                                  |  |  |             |             |  |  |                                          |         |
|  |                                  |              | مانشستر سيتي                             | 3                  |                                  |                                  |  |  |             |             |  |  |                                          |         |
|  | الأهلي                           | 4            | مانشستر سيتي                             | 3                  |                                  |                                  |  |  |             |             |  |  |                                          |         |
|  | الأهلي                           | 4            |                                          |                    |                                  |                                  |  |  |             |             |  |  |                                          |         |
|  | أوراوا رد دايموندز               | 2            |                                          |                    |                                  |                                  |  |  |             |             |  |  |                                          |         |
|  | أوراوا رد دايموندز               | 2            |                                          |                    |                                  |                                  |  |  |             |             |  |  |                                          |         |
|  |                                  |              |                                          |                    |                                  |                                  |  |  |             |             |  |  | 22 ديسمبر – جدة (الأمير عبد الله الفيصل) |         |

### الدور الأول
| الاتحاد                                  | 3–0   | أوكلاند سيتي |
| ---------------------------------------- | ----- | ------------ |
| - رومارينيو 29' - كانتي 34' - بنزيما 40' | تقرير |              |

### الدور الثاني
| أوراوا رد دايموندز | 1–0   | كلوب ليون |
| ------------------ | ----- | --------- |
| - شالك 78'         | تقرير |           |

| الأهلي                                    | 3–1   | الاتحاد        |
| ----------------------------------------- | ----- | -------------- |
| - معلول 21' (ض.) - الشحات 59' - عاشور 62' | تقرير | - بنزيما 90+2' |

### نصف النهائي
| فلومينينسي                    | 2–0   | الأهلي |
| ----------------------------- | ----- | ------ |
| - آرياس 71' (ض.) - كينيدي 90' | تقرير |        |

| أوراوا رد دايموندز | 0–3   | مانشستر سيتي                                       |
| ------------------ | ----- | -------------------------------------------------- |
|                    | تقرير | - هوبراتن 45+1' (ه.ذ.) - كوفاتشيتش 52' - سيلفا 59' |

### تحديد المركز الثالث
| الأهلي                                                     | 4–2   | أوراوا رد دايموندز              |
| ---------------------------------------------------------- | ----- | ------------------------------- |
| - إبراهيم 19' - تاو 25' - كويزومي 60' (ه.ذ.) - معلول 90+8' | تقرير | - كانتي 43' - سكولز 54' (ركلة.) |

### النهائي
| مانشستر سيتي                                    | 4–0   | فلومينينسي |
| ----------------------------------------------- | ----- | ---------- |
| - ألفاريز 1'، 88' - نينو 27' (ه.ذ.) - فودين 72' | تقرير |            |

## الهدافون
| الرتبة | اللاعب          | الفريق             | عدد الأهداف |
| ------ | --------------- | ------------------ | ----------- |
| 1      | جوليان ألفاريز  | مانشستر سيتي       | 2           |
| 1      | كريم بنزيما     | الاتحاد            | 2           |
| 1      | علي معلول       | الأهلي             | 2           |
| 4      | جون آرياس       | فلومينينسي         | 1           |
| 4      | إمام عاشور      | الأهلي             | 1           |
| 4      | برناردو سيلفا   | مانشستر سيتي       | 1           |
| 4      | حسين الشحات     | الأهلي             | 1           |
| 4      | فيل فودين       | مانشستر سيتي       | 1           |
| 4      | ياسر إبراهيم    | الأهلي             | 1           |
| 4      | خوسيه كانتي     | أوراوا رد دايموندز | 1           |
| 4      | نغولو كانتي     | الاتحاد            | 1           |
| 4      | جون كينيدي      | فلومينينسي         | 1           |
| 4      | ماتيو كوفاتشيتش | مانشستر سيتي       | 1           |
| 4      | رومارينيو       | الاتحاد            | 1           |
| 4      | أليكس شالك      | أوراوا رد دايموندز | 1           |
| 4      | أليكسندر سكولز  | أوراوا رد دايموندز | 1           |
| 4      | بيرسي تاو       | الأهلي             | 1           |

3 أهداف ذاتية
- ماريوس هوبراتن (أوراوا رد دايموندز ضد مانشستر سيتي)
- يوشيو كويزومي (أوراوا رد دايموندز ضد الأهلي)
- نينو (فلومينينسي ضد مانشستر سيتي)

## الجوائز
تم منح الجوائز التالية في ختام البطولة. رودري من مانشستر سيتي فاز بجائزة الكرة الذهبية للبطولة.
| كرة أديداس الذهبية       | كرة أديداس الفضية        | كرة أديداس البرونزية   |
| ------------------------ | ------------------------ | ---------------------- |
| رودري (مانشستر سيتي)     | كايل ووكر (مانشستر سيتي) | جون آرياس (فلومينينسي) |
| جائزة الفيفا للعب النظيف |                          |                        |
| الاتحاد                  |                          |                        |

عينت فيفا لقب رجل المباراة لأفضل لاعب في كل مباراة في البطولة.
| المباراة | رجل المباراة   | النادي             | الخصم              | مصدر   |
| -------- | -------------- | ------------------ | ------------------ | ------ |
| 1        | نغولو كانتي    | الاتحاد            | أوكلاند سيتي       | [ 13 ] |
| 2        | مروان عطية     | الأهلي             | الاتحاد            | [ 14 ] |
| 3        | يوشيو كويزومي  | أوراوا رد دايموندز | كلوب ليون          | [ 15 ] |
| 4        | أندريه         | فلومينينسي         | الأهلي             | [ 16 ] |
| 5        | رودري          | مانشستر سيتي       | أوراوا رد دايموندز | [ 17 ] |
| 6        | إمام عاشور     | الأهلي             | أوراوا رد دايموندز | [ 18 ] |
| 7        | جوليان ألفاريز | مانشستر سيتي       | فلومينينسي         | [ 19 ] |

## الرعاية
الشريك المقدم
- روح السعودية

شركاء فيفا
- أديداس
- كوكا كولا
- الخطوط الجوية القطرية
- فيزا
- مجموعة واندا

داعمو البطولة
- مجموعة سليمان الحبيب الطبية
- جاهز
- سنترال جدة
- منطقة جدة التاريخية
- نيوم